# Onchocalanus latus
Onchocalanus latus är en kräftdjursart som beskrevs av Esterly 1911. Onchocalanus latus ingår i släktet Onchocalanus och familjen Phaennidae. Inga underarter finns listade i Catalogue of Life.